# Wilhelm Scheffer (Politiker)
Wilhelm Martin Heinrich Scheffer (* 2. Dezember 1844 in Marburg; † 20. März 1898 in Königsbrunn) war ein deutscher Verwaltungsjurist, Richter und Reichstagsabgeordneter.

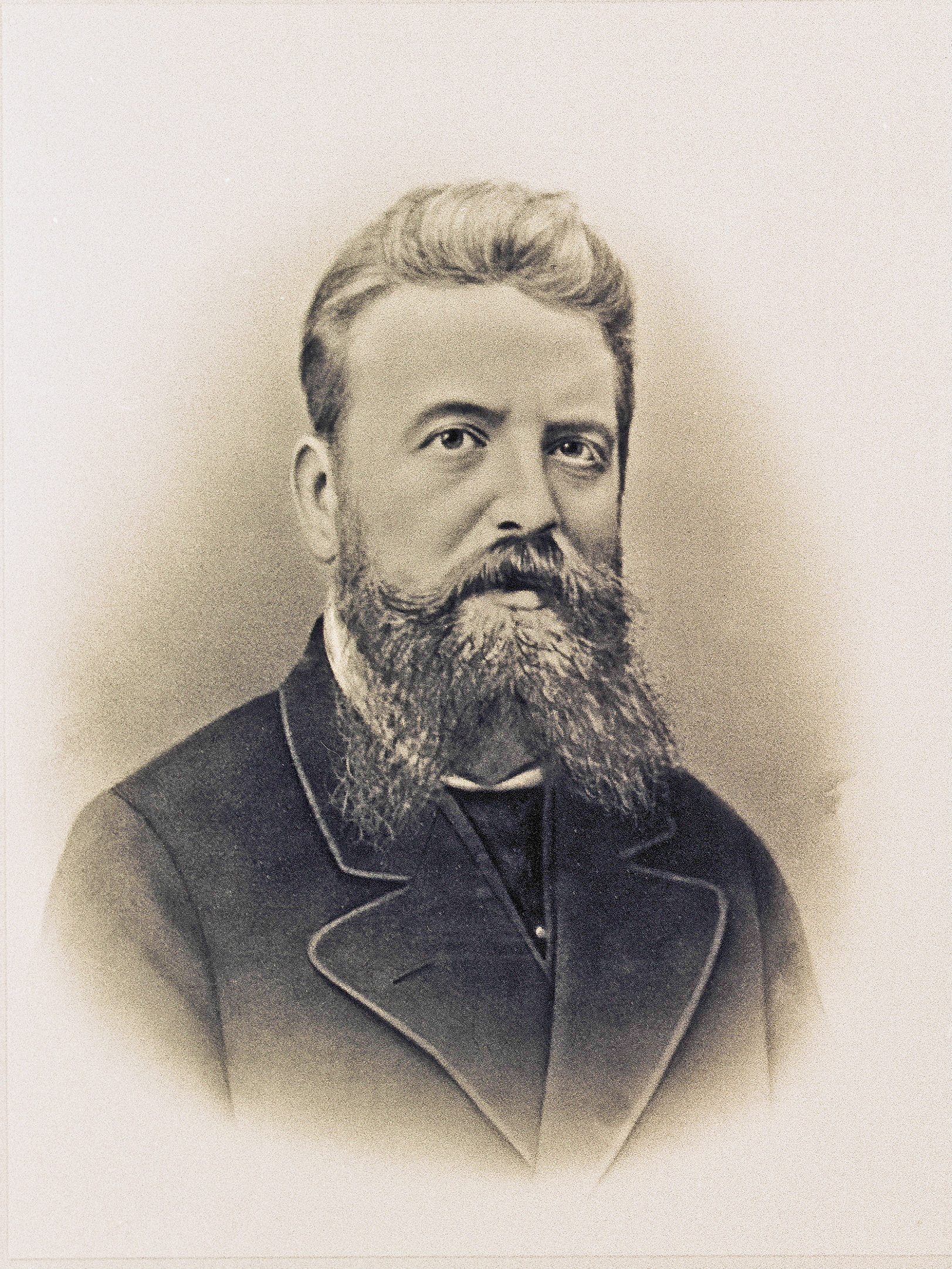
Dr. Wilhelm Scheffer, Landrat des Kreises Ahaus

## Leben
Scheffer besuchte das Gymnasium Philippinum Marburg und studierte von 1863 bis 1867 Rechts- und Staatswissenschaften an der Philipps-Universität Marburg, der Julius-Maximilians-Universität Würzburg und der Friedrich-Wilhelms-Universität Berlin. Er wurde Mitglied des Corps Nassovia Würzburg (1864) und des Corps Hasso-Nassovia (1865).
Von 1868 bis 1873 war er Kammergerichtsreferendar. Im Deutsch-Französischen Krieg war er neun Monate in der Deutschen Verwaltung zu Châlons-en-Champagne, Versailles und Troyes tätig. Von 1873 an war er Staatsanwaltsgehilfe in Breslau und von 1877 an mit der Verwaltung der Staatsanwaltsstelle in Meseritz betraut. 1878 wurde er Regierungsassessor in Münster, 1881 Landrat des Kreises Ahaus und 1882 Landrat des Kreises Schlochau. 1888 ging er als Oberregierungsrat nach Bromberg und 1890 als stellvertretender Regierungspräsident zum Regierungsbezirk Düsseldorf. 1896 wurde er Richter am Preußischen Oberverwaltungsgericht.
Für den Wahlkreis Regierungsbezirk Marienwerder 7 (Schlochau – Flatow) und die Deutschkonservative Partei saß er von 1884 bis 1890 im Reichstag (Deutsches Kaiserreich). Weiter war er zwischen 1886 und 1888 Mitglied des Preußischen Abgeordnetenhauses und des  Westpreußischen Provinziallandtages.